# Marlon Vera
Marlon Andrés Vera Delgado, född 2 december 1992 i Chone, är en ecuadoriansk MMA-utövare som sedan 2014 tävlar i organisationen Ultimate Fighting Championship.